# Boutenac-Touvent
Boutenac-Touvent là một xã trong tỉnh Charente-Maritime Charente-Maritime trong vùng Nouvelle-Aquitaine, tây nam nước Pháp. Xã Boutenac-Touvent nằm ở khu vực có độ cao t 6-64 mét trên mực nước biển.